# Клерак (Приморски Шарант)
Клерак (фр. Clérac) насеље је и општина у западној Француској у региону Поату-Шарант, у департману Приморски Шарант која припада префектури Жонзак.
По подацима из 2011. године у општини је живело 950 становника, а густина насељености је износила 22,05 становника/km². Општина се простире на површини од 43,08 km². Налази се на средњој надморској висини од 90 метара (максималној 116 m, а минималној 27 m m).

## Демографија
| 1962. | 1968. | 1975. | 1982. | 1990. | 1999. | 2011. |
| ----- | ----- | ----- | ----- | ----- | ----- | ----- |
| 1.271 | 1.143 | 1.132 | 1.097 | 961   | 937   | 950   |

График промене броја становника у току последњих година